# 五井会館
五井会館（ごいかいかん）は、千葉県市原市にある多目的ホール等を有する施設。

## 所在地
市原市五井中央西2丁目3番地13

## 概要
旧市原市立五井小学校講堂跡地に市民の地域活動に必要な施設を提供し、地域交流の推進を図るために設置された。

## 施設
- 建築年：1981年
- 延床面積：3,053 m2

### 機能
- 大ホール（4階）
- 五井区画整理事務所（3階）

## 沿革
- 1981年 - 五井会館開館
- 2013年 - 市原市役所五井支所がサンプラザ市原に移転。

## 交通
- JR東日本及び小湊鉄道五井駅から徒歩5分[1]